# Šentjošt
Šentjošt – wieś w Słowenii, w gminie miejskiej Novo mesto. W 2018 roku liczyła 94 mieszkańców. 